# Правонарушение, преследуемое по жалобе потерпевшего (Германия)
Правонарушение, преследуемое по заявлению о совершении преступного деяния (нем. Antragsdelikt) расследуется прокуратурой после подачи заявления лицом, управомоченным согласно § 77 I StGB. Этим лицом, кроме случаев, предусмотренных законом, является потерпевший.
Заявление должно быть подано в течение трёхмесячного срока (§ 77b I 1 StGB), который начинается по окончании дня, в который управомоченное лицо узнало о правонарушении (§ 77b II 1 StGB).
Заявление должно быть подано в письменной форме или к протоколу прокуратуры или суда (§ 158 II StPO).
Для большинства (нем. relative Antragsdelikte) правонарушений, преследуемых по заявлению, как причинение вреда здоровью, заявление может быть заменено особым публичным интересом (RiStBV Nr. 86), о котором заявляет прокуратура; некоторые (нем. absolute Antragsdelikte): незаконное проникновение в жилище (§ 123 StGB), оскорбление (§ 185 StGB), семейная кража (§ 247 StGB), преследуются только по заявлению.
Правонарушение публичного преследования в противоположность, расследуется по долгу службы (нем. von Amts wegen).